# لوزا ليشيدزاني
لوزا ليشيدزاني (بالإنجليزية: Lechedzani Luza) (مواليد 20 ديسمبر 1978) هو ملاكم بوتسواني، مثّل بلاده في الألعاب الأولمبية الصيفية 2004.

## روابط خارجية
لوزا ليشيدزاني على موقع بوكس ريك (الإنجليزية) (registration required)
- لوزا ليشيدزاني على موقع أوليمبيديا (الإنجليزية)
- لوزا ليشيدزاني على موقع اتحاد ألعاب الكومنولث (مؤرشف) (الإنجليزية)
- لوزا ليشيدزاني على موقع دورة ألعاب الكومنولث 2006 (مؤرشف) (الإنجليزية)